# 아비뇽 유수

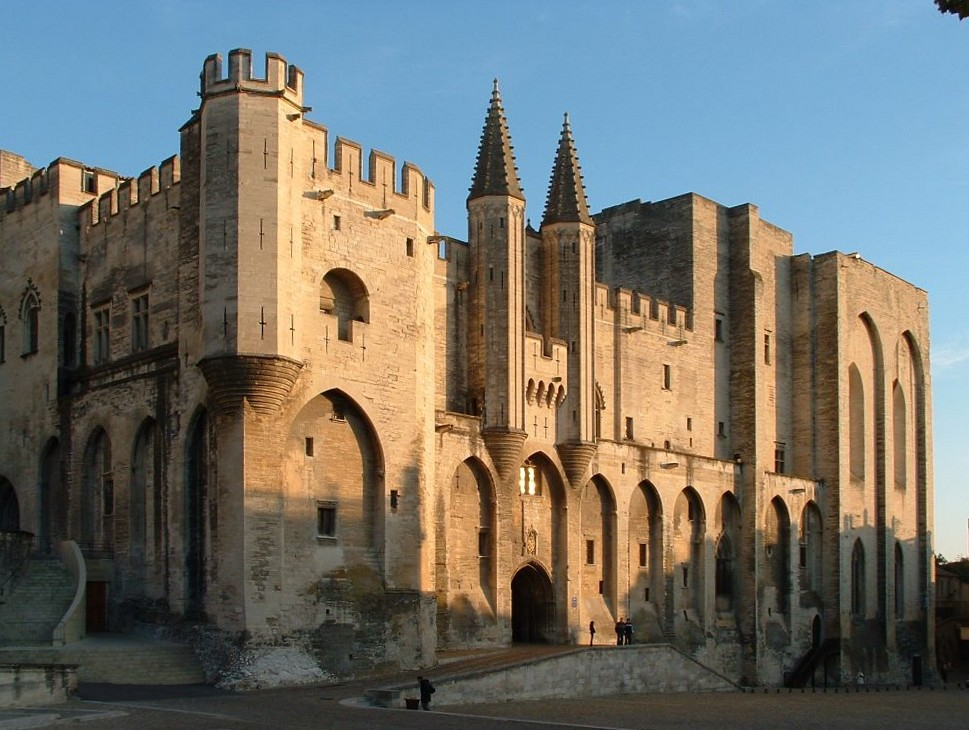
아비뇽 교황청

아비뇽 유수(-幽囚, Avignon Papacy)는 14세기 당시 이탈리아 로마에 위치해 있던 서방교회의 교황청을 신성 로마 제국이 강제적으로 프랑스 남부 아비뇽으로 옮겨 1309년부터 1377년까지 머무르게 한 사건을 말한다. 고대 유대인의 바빌론 유수에 빗대어 쓰인 표현이다. 약 70년 동안 머물렀으며 그 시기에 모두 7명의 교황이 아비뇽에서 생활하였다. 교황청을 다시 로마로 이전해야 한다는 여론이 유럽사회에 빗발치자 교황 그레고리오 11세가 1377년에 로마로 교황청을 이전하며 아비뇽 유수를 종식시켰다.

## 경과
필리프 4세와 교황 보니파시오 8세의 대립이 있던 중에 1303년 9월 7일 프랑스군이 이탈리아 아나니의 별장에 있던 교황을 습격한 아나니 사건이 발생하였다. 교황 보니파시오 8세를 생포한 콜로나의 시아라는 심한 욕설과 구타를 하였다. 이 사건의 신체적 상처의 고통과 정신적 고통을 겪던 교황은 한달 후에 사망하였다. 이후의 교황은프랑스 국왕 필리프 4세의 꼭두각시였다. 1305년 프랑스 출신 추기경 베르트랑이 교황 클레멘스 5세로 즉위하면서 필립 4세의 요청에 따라 1308년에 교황청을 프랑스 남부로 이주하였으며 1309년에 아비뇽에 거처를 두었다.
아나니 사건 이후의 처리를 위해 비엔의 비엔 공의회(fr)를 열기 위한 준비를 하던 사이에, 이탈리아반도는 신성 로마 제국의 하인리히 7세의 침략을 받아(1310~1313) 교황은 이탈리아로 돌아가지도 못하고, 결국 프랑스에 계속 체류하게 되었다. 당시 아비뇽은 프랑스 왕국의 영내가 아니라 교황의 봉신인 프로방스 백작의 영지였다. 아비뇽 유수 기간에는 프랑스 출신의 추기경들이 대거 등용되었으며 교황 또한 모두 프랑스 출신이었다.
이탈리아의 인문주의자 프란체스코 페트라르카는 아비뇽 체재 중에 교황 클레멘스 6세로부터 성직 또는 사절의 지위에 임명되었지만, 교황청의 부패상과 교황이 로마를 비운 것에 심하게 분노했다. 그는 교황에게 로마로 귀환을 호소하였고, 그의 작품에서는 아비뇽을 서방의 바빌론으로 표현하였다.
1377년에 교황 그레고리오 11세가 로마로 귀환하여 유수는 종식했다. 그러나 곧이어 '서방교회 대분열(1378~1417)'이라고 불리는 사건이 발생하였다. 그레고리오 11세는 다음 해인 1378년에 선종하자 로마에서 새로 선출된 교황 우르바노 6세가 즉위하였다. 그러나 신임 교황과 친 프랑스파 추기경들 사이에 심각한 갈등이 발생하였다.
친 프랑스파 추기경들은 아나니에 모여 콘클라베 무효를 선언하고 폰디로 장소를 옮긴 후, 제네바 태생 로베르 추기경을 클레멘스 7세로 옹립하여 새로운 교황을 선출하였다. 클레멘스 7세가 무력을 동원하여 우르바노 6세의 축출을 시도했으나 실패하였고 상황이 불리해지자 아비뇽으로 이주하였다. 아비뇽에서 새로운 교황청 조직을 만들었다. 그리하여 로마와 아비뇽 두 곳에 교황이 공존하는 서방교회 대분열 사건이 일어나고 말았다.

## 아비뇽 유수기의 교황
- 교황 클레멘스 5세(1305년~1314년)
- 교황 요한 22세(1316년~1334년)
- 교황 베네딕토 12세(1334년~1342년)
- 교황 클레멘스 6세(1342년~1352년)
- 교황 인노첸시오 6세(1352년~1362년)
- 교황 우르바노 5세(1362년~1370년)
- 교황 그레고리오 11세(1370년~1378년)

## 같이 보기
- 카노사의 굴욕
- 서구대이교